# Moulin Rouge
 Ovo je glavno značenje pojma Moulin Rouge. Za druga značenja pogledajte Moulin Rouge (razdvojba).
Moulin Rouge (hrv. Crveni mlin) je varieté u pariškoj četvrti Montmartre i jedna od najvećih pariških turističkih atrakcija. 

## Povijest
Sagrađen 1889. za vlasnika Josepha Ollera, koji je tada već posjedovao varijete L'Olympia i otvoren dana 6. listopada 1889. Naziv je dobio po nadograđenom crvenom mlinu na krovu. 
Moulin Rouge se od početka koristio za plesove i plesne nastupe, prije svega za Cancan i Chahut. Ovdje su nastupale najpoznatije pariške zvijezde svog vremena, između ostalih La Goulue, Yvette Guilbert, Jane Avril, Mistinguett i Le Pétomane. Mnoga od ovih imena postala su svjetski poznata zahvaljujući i plakatu Henri de Toulouse-Lautreca i njegovim kasnijim izdanjima. 
U Moulin Rouge-u se kasnije izvode i operete i glazbene revije, a povremeno služi i kao kino-dvorana. Od 1955. u njemu se izvode i tzv. dinner-spectacles. Ovdje su nastupali i brojni francuski šansonijeri - interpreti kao što su Charles Trenet ili Charles Aznavour, Edith Piaf. U novije doba ovdje su nastupali i Joséphine Baker, Frank Sinatra i La Toya Jackson. Na pozornici je 1964. postavljen i tzv. akvarij, u kojem su nastupale obnažene plesačice. Nakon financijske krize sredinom devedesetih godina varieté doživljava nove uspjehe od oko 2000. godine, što se može zahvaliti i velikom svjetskom uspjehu kino-filma Moulin Rouge!. Varieté danas raspolaže s 850 sjedala, a godišnje ga posjeti oko 420.000 posjetitelja. 
Naziv i stil poznatog pariškog originala kopirani su i u brojnim drugim gradovima Europe i širom svijeta. Bečki Moulin Rouge sagrađen je još pet godina prije pariškog varijetea (1884.).

## Moulin Rouge na filmu
Snimljeno je ukupno šest filmova s nazivom Moulin Rouge:
- Moulin Rouge (1928., režija: Ewald André Dupont)
- Moulin Rouge (1934., režija: Sidney Lanfield)
- Moulin Rouge (1940., režija: André Hugon)
- Moulin Rouge (1941., režija: Yves Mirande)
- Moulin Rouge (1952., režija: John Huston) s Jose Ferrerom i Zsa Zsa Gabor u glavnim ulogama.
- Moulin Rouge! (2001., režija: Baz Luhrmann) s Ewan McGregorom i Nicole Kidman u glavnim ulogama.

Film French Can Can (1955., režija: Jean Renoir) donosi izmišljenu priču iz Moulin Rouge-a. 

## Vanjske poveznice
- Moulin Rouge (fra./en.)